# Odruch Puuseppa
Odruch Puuseppa (odruch małego palca, ang. Puusepp’s sign) – odruch (objaw) z grupy właściwych odruchów piramidowych. Polega na powolnym, tonicznym odwiedzeniu V palca podczas pocierania szpilką zewnętrznego brzegu stopy. Opisany przez estońskiego chirurga Ludviga Puuseppa w 1924 roku. Może być obecny podczas gdy objaw Babińskiego nie daje się wywołać, co nadaje mu pewną wartość diagnostyczną; jest jednak mało znany i rzadko sprawdzany w praktyce neurologicznej.